# IJzeren Vrouw
De IJzeren Vrouw, genoemd naar de baggermachine die het groef, is een meer dicht bij de binnenstad van 's-Hertogenbosch, in de Nederlandse provincie Noord-Brabant. 
In 1874 is voor 's-Hertogenbosch de vestingstatus opgeheven. Dit resulteerde in de mogelijkheden om de stad uit te breiden. De wijk De Muntel is toen gebouwd, maar daarvoor was zand nodig. Door de zandafgraving ontstond een kunstmatig meer, de IJzeren Vrouw. De bouw van de wijk is in 1917 begonnen. In eerste instantie ging men alleen evenwijdig aan de wallen bouwen. Dat is nog heel goed zichtbaar in de wijk de Muntel, die tussen de IJzeren Vrouw en de wallen ligt.
De naam van het meer is ontstaan naar analogie van de IJzeren Man, een meer bij Vught. Dat meer is ook genoemd naar de machine waarmee het gegraven werd.
In de IJzeren Vrouw was een zwembad aangelegd met gescheiden baden voor mannen en vrouwen. Ook was er een zogenaamd 'familiebad' voor gezinnen. De verschillende baden werden gevormd door steigers in het water met daarboven op een schutting. Elk bad had op de kant een rij met kleedhokjes en ligweiden en om het hele bad heen op de kant stond een schutting. Er was toezicht van badmeesters en er was een entree met kassa. In de 60er jaren kostte de toegang bijvoorbeeld nog 10 cent. Na de komst van het Brabantbad (1966) werd het zwembad niet meer gebruikt en is het in de jaren daarna ontmanteld. Rondom de plas wordt voornamelijk gewandeld en gevist in het Prins Hendrik Park. Aan het meer liggen enkele kleine voetbalveldjes en een kinderboerderij.

## IJzeren bos
Het IJzeren Bos is een bosje van een honderdveertigtal bomen. Het is geplant door de Stichting IJzeren Vrouw om te voorkomen dat het groen in de stad wordt volgebouwd. De stichting is dan ook tegen hoogbouw rondom het park. De gemeente 's-Hertogenbosch wil op braak liggende terreinen rondom de IJzeren Vrouw woontorens bouwen van minimaal 40 meter hoog. De stichting wil dit onder meer door middel van het planten van bomen voorkomen. In 2006 zijn er 60 bomen geplant, in april 2007 kwamen daar 80 bomen bij. De bomen zijn geplant op de plaats waar voorheen het zwembad Brabantbad heeft gestaan bij de IJzeren Vrouw. De hoogbouw is er uiteindelijk eind 2014 toch gekomen, in de vorm van de De Amazones aan de westzijde van het meer.

## Prins Hendrik-park
Het park rondom de IJzeren Vrouw heet het Prins Hendrik-park. De Stichting IJzeren Vrouw had een verzoek bij de gemeente ingediend om van dit park een rijksmonument te maken. Hiermee zou de herinrichting van het park voorkomen. In juli 2008 gaf de gemeenteraad van 's-Hertogenbosch het Ministerie van Onderwijs, Cultuur en Wetenschap een negatief advies op dit verzoek. Het park is tussen 1934 en 1936 aangelegd in het kader van de werkverschaffing. Later kwam er ook een openluchtzwembad.

## Voetnoten
1. ↑  dichtbij, 25 november 2014
2. ↑  Brabants Dagblad, 5 juli 2008

Engelermeer ·
Ertveldplas ·
Fransche Wielen ·
IJzeren Kind ·
IJzeren Vrouw ·
De Koornwaard ·
Noorderplas ·
Oosterplas ·
Pettelaarse plas ·
Ploossche Plas ·
Rosmalense Plas ·
Stenen Kamer Plas ·
Waterplas